# 祁斌
參數所指定的目標頁面不存在，建議更正成存在頁面或直接建立下列一個頁面（建立前請先搜尋是否有合適的存在頁面可以取代）：
- 祁斌 (建筑师)

祁斌（1968年11月—），北京人，中华人民共和国经济学家，曾任中国证监会研究中心主任，以及中国投资有限责任公司副总经理，現任香港中聯辦副主任。。

## 生平
1991年，获得清华大学现代应用物理系学士学位。1991年至1992年，任清华大学现代应用物理系助教。此后出国留学。1995年，获得罗彻斯特大学生物物理硕士学位，并且通过了博士资格考试。1997年，获得芝加哥大学商学院MBA学位。1997年至1998年，在法国巴黎银行（北美资本市场部）任职，曾经先后从事债券承销、股权衍生品交易业务。1998年至2000年，在高盛集团私人资产管理部任职，参与120亿美元的养老基金的管理工作。2000年4月，作为合伙人加入纽约Emergent Capital风险投资和对冲基金管理公司。
2000年10月，应中国证监会之邀，作为海外专家回到中国，任中国证监会战略规划委委员。2001年至2006年，任中国证监会基金监管部副主任。2005年，编译出版了《伟大的博弈——华尔街金融帝国的崛起》一书。2006年，获得清华大学经管学院数量经济学博士学位。2006年，担任中国证监会研究中心主任。2014年4月，任中国证监会创新业务监管部主任，同年7月转任中国证监会国际合作部主任。
2016年8月，任中国投资有限责任公司副总经理。
2024年11月，任中央人民政府驻香港特别行政区联络办公室副主任，晋升副部级。